# 金馬奨 最佳動作設計
金馬奨 最佳動作設計（きんばしょう さいかどうさせっけい、金馬賞 最優秀アクション設計）とは、中華圏を代表する映画賞である金馬奨の部門の一つで、劇中のアクションや動きが最も優れていると選ばれた作品、およびそのアクション監督や動作指導（スタントコーディネーター）や振り付け師、またアクションチームなどに与えられる賞である。

## 概要
1962年に創設された金馬奨において、1992年の第29回から「最佳武術指導」として設けられ、翌年の第30回から名称を「最佳動作指導」に、2001年の第38回からは「最佳動作設計」と変更された。受賞者には、トロフィーと賞状、5万元の賞金が贈られる。
1951年から、台湾では国内制作の映画不足を補うために多くの粵語（広東語）映画が輸入され、やがてショウ・ブラザーズをはじめとする香港映画が人気を博した。その香港のショウ・ブラザーズで『大酔侠』を撮った著名な監督、胡金銓（キン・フー）がのちに台湾に渡り『残酷ドラゴン 血斗竜門の宿』や『侠女』をヒットさせるなど、
台湾では60年代から、香港との合作映画やオリジナルの武侠映画、カンフー映画が作られるようになった。こういったアクションに対する賞は、世界の映画賞のなかでも珍しい顕彰である。
中華圏では香港電影金像奨にも同じく動作設計賞が設けられているが、台湾金馬奨のほうが長い歴史を持つにもかかわらず、この部門の増設については、金像奨が1983年と早く、金馬奨ではその9年後にあたる1992年の第29回から新たに加えられた。
同じ作品であっても香港電影金像奨とはノミネートのメンバーや受賞者が微妙に異なっているケースがある。また香港とは違う特徴として、対象が台湾映画や合作作品だけでなく香港中国大陸と広く華語映画であることと、第43回に『ウィンター・ソング』で候補になったファラー・カーン（Farah Khan）、第46回の『ヴィザージュ』のフィリップ・ドゥクフレや第50回の『狂舞派』の麥秋成のように、劇中のダンスの振り付け師もノミネートされている点。
過去に「最佳動作設計」と「最佳劇情片（最優秀作品賞）」を同時に受賞した作品は、 2000年第37回の『グリーン・デスティニー』のみである。

## 受賞とノミネート一覧
テキストボックスの背景が黄色になっているものが受賞。原題については台湾でのタイトル。

### 1990年代
| 年                                                                         | 作品名                                                                                       | アクション監督 動作指導 |
| -------------------------------------------------------------------------- | -------------------------------------------------------------------------------------------- | ----------------------- |
| 1992年 第29回                                                              |                                                                                              |                         |
| ドラゴン・イン/新龍門客棧 (新龍門客棧)                                     | チン・シウトン（程小東）ユン・ブン（元彬）                                                   |                         |
| 神鳥伝説 (九一神鵰俠侶)                                                    | ユン・タク（元德）                                                                           |                         |
| ポリス・ストーリー3 (警察故事III超級警察)                                  | スタンリー・トン（唐季禮）                                                                   |                         |
| ワンス・アポン・ア・タイム・イン・チャイナ 天地大乱 (黄飛鴻二之男兒當自強) | ユエン・ウーピン（袁和平）                                                                   |                         |
| 1993年 第30回                                                              |                                                                                              |                         |
| 格闘飛龍 方世玉 (功夫皇帝方世玉)                                           | ユン・ケイ（元奎）ユン・タク（元德）                                                         |                         |
| 新ポリス・ストーリー (重案組)                                              | ジャッキー・チェン（成龍） 成家班                                                            |                         |
| マスター・オブ・リアル・カンフー 大地無限(太極張三豐)                      | ユエン・ウーピン（袁和平）ユエン・チュンヤン（袁祥仁） コク・ヒンチュウ（谷軒昭）            |                         |
| (誘僧)                                                                     | トニー・リャン（梁小熊）                                                                     |                         |
| 1994年 第31回                                                              |                                                                                              |                         |
| 酔拳2 (醉拳II)                                                             | ラウ・カーリョン（劉家良）成家班                                                             |                         |
| （破壊之王）                                                               | チン・シウトン(程小東）                                                                      |                         |
| （暴雨驕陽）                                                               | トン・ワイ（董瑋）コン・タオホー（江道海） トニー・プーン潘建君                              |                         |
| 1995年 第32回                                                              |                                                                                              |                         |
| デッドヒート (霹靂火)                                                      | 成家班（ジャッキー・スタントチーム） 洪家班（サモ・ハン・スタントチーム） ユン・ケイ（元奎） |                         |
| レッド・ブロンクス (紅番區)                                                | スタンリー・トン（唐季禮）ジャッキー・チェン（成龍）                                         |                         |
| ハイリスク（鼠膽龍威）                                                     | ユン・ケイ（元奎）ユン・タク（元德）                                                         |                         |
| D&D 完全黙秘 (父子武狀元)                                                  | ユン・ケイ（元奎）ユン・タク（元德）                                                         |                         |
| 1996年 第33回                                                              |                                                                                              |                         |
| ファイナル・プロジェクト (簡單任務)                                        | スタンリー・トン（唐季禮）                                                                   |                         |
| ファースト・オプション 飛虎 (飛虎)                                         | ブルース・ロウ（羅禮賢）                                                                     |                         |
| （EU衝鋒隊）                                                               | マー・ユンシク（馬玉成）                                                                     |                         |
| 野獣の瞳（浪漫風暴）                                                       | ユン・タク（元德）                                                                           |                         |
| 1997年 第34回                                                              |                                                                                              |                         |
| ナイスガイ (一個好人)                                                      | 成家班 （ジャッキー・スタントチーム）チョウ・ウィン（曹榮）                                  |                         |
| 暗黒街 若き英雄伝説 (馬永貞)                                               | ユン・ケイ（元奎）ユン・タク（元德）                                                         |                         |
| ダウンタウン・シャドー(神偷諜影)                                           | トン・ワイ（董瑋）                                                                           |                         |
| ファイヤーライン（烈火雄心119）                                            | ユン・ブン（元彬）                                                                           |                         |
| 1998年 第35回                                                              |                                                                                              |                         |
| WHO AM I? (我是誰?)                                                        | ジャッキー・チェン（成龍）                                                                   |                         |
| 風雲 ストームライダーズ (風雲雄霸天下)                                     | ディオン・ラム（林迪安）                                                                     |                         |
| ヒットマン（殺手之王）                                                     | トン・ワイ（董瑋）                                                                           |                         |
| 1999年 第36回                                                              |                                                                                              |                         |
| パープルストーム 紫雨風暴 (紫雨風暴)                                       | トン・ワイ（董瑋）                                                                           |                         |
| 赤壁の戦い -英傑 曹操- (一代梟雄-曹操)                                     | オースティン・ワイ（惠天賜）                                                                 |                         |
| レジェンド・オブ・ヒーロー/中華英雄（中華英雄）                            | ディオン・ラム（林迪安）                                                                     |                         |
| ゴージャス (玻璃樽)                                                        | ジャッキー・チェン（成龍） 成家班（ジャッキー・スタントチーム）                              |                         |

### 2000年代
| 年                                            | 作品名                                                                      | アクション監督 動作指導 |
| --------------------------------------------- | --------------------------------------------------------------------------- | ----------------------- |
| 2000年 第37回                                 |                                                                             |                         |
| グリーン・デスティニー (臥虎藏龍)             | ユエン・ウーピン（袁和平）                                                  |                         |
| 東京攻略（東京攻略）                          | 薛春煒                                                                      |                         |
| ドリフト (順流逆流)                           | ホン・ヤンヤン（熊欣欣）                                                    |                         |
| ダブルタップ（鎗王）                          | フィリップ・コク（郭振鋒）                                                  |                         |
| 2001年 第38回                                 |                                                                             |                         |
| 鉄拳高 同級生はケンカ王 (我的野蠻同學)        | チン・シウトン（程小東）                                                    |                         |
| 少林サッカー (少林足球)                       | チン・シウトン（程小東）                                                    |                         |
| アクシデンタル・スパイ (特務迷城)             | トン・ワイ（董瑋）成家班（ジャッキー・スタントチーム）                      |                         |
| 天上の剣 The Legend of ZU（蜀山傳）           | ユエン・ウーピン（袁和平）                                                  |                         |
| 2002年 第39回                                 |                                                                             |                         |
| デッドエンド 暗戦リターンズ (暗戰2)           | 孟龍                                                                        |                         |
| （天下無雙）                                  | トニー・プーン（潘健君）                                                    |                         |
| （給他們一個機會）                            | サム・ウォン（黃明昇）マース(火星)                                          |                         |
| 2003年 第40回                                 |                                                                             |                         |
| ツインズ・エフェクト (千機變)                 | ドニー・イェン（甄子丹）                                                    |                         |
| インファナル・アフェア (無間道)               | ディオン・ラム（林迪安）                                                    |                         |
| ブラック・シティ（黑白森林）                  | リー・タッチウ（李達超）                                                    |                         |
| 2004年 第41回                                 |                                                                             |                         |
| 香港国際警察/NEW POLICE STORY （新警察故事）  | ニッキー・リー（李忠志）成家班（ジャッキー・スタントチーム）                |                         |
| ワンナイト・イン・モンコック （旺角黑夜）     | チン・ガーロッ（錢嘉樂）                                                    |                         |
| ブレイキング・ニュース（大事件）              | ユン・ブン（元彬）                                                          |                         |
| マッスルモンク （大隻佬）                     | ユン・ブン（元彬）                                                          |                         |
| 2005年 第42回                                 |                                                                             |                         |
| セブンソード (七劍)                           | ラウ・カーリョン（劉家良）トン・ワイ（董瑋） ホン・ヤンヤン（熊欣欣）       |                         |
| カンフーハッスル（功夫）                      | ユエン・ウーピン（袁和平）                                                  |                         |
| エレクション （黒社會）                       | ウォン・チーワイ（黃志偉）                                                  |                         |
| イノセントワールド -天下無賊-（天下無賊）     | コン・タオホー（江道海）                                                    |                         |
| 2006年 第43回                                 |                                                                             |                         |
| エグザイル/絆 (放．逐)                        | ウォン・チーワイ（黃志偉）凌振幫                                            |                         |
| SPIRIT (霍元甲)                               | ユエン・ウーピン（袁和平）                                                  |                         |
| ウィンター・ソング（如果．愛）                | トン・ワイ（董瑋）ファラー・カーン（Farah Khan）                            |                         |
| かちこみ!ドラゴン・タイガー・ゲート（龍虎門） | ドニー・イェン（甄子丹）                                                    |                         |
| 2007年 第44回                                 |                                                                             |                         |
| 導火線 FLASH POINT (導火綫)                   | ドニー・イェン（甄子丹）                                                    |                         |
| 軍鶏 -Shamo- （軍雞）                         | ジャック・ウォン（黃偉亮）                                                  |                         |
| 墨攻（墨攻）                                  | トン・ワイ（董瑋）                                                          |                         |
| インビジブル・ターゲット（男兒本色）          | ニッキー・リー（李忠志）                                                    |                         |
| 2008年 第45回                                 |                                                                             |                         |
| コネクテッド (保持通話)                       | ニッキー・リー（李忠志）                                                    |                         |
| ウォーロード/男たちの誓い （投名状）          | チン・シウトン（程小東）                                                    |                         |
| 戦場のレクイエム （集結號）                   | 朴柱天                                                                      |                         |
| エンプレス/運命の戦い（江山美人）             | チン・シウトン(程小東） マー・ユンシク（馬玉成） ウォン・ミンキン（黃銘健） |                         |
| 2009年 第46回                                 |                                                                             |                         |
| イップ・マン 序章 (葉問)                      | サモ・ハン・キンポー（洪金寶） トニー・リャン（梁小熊）                     |                         |
| （鬥牛）                                      | チェン・グァンロン（陳冠龍）チン・ハイチアン（秦海強）                      |                         |
| ヴィザージュ （臉）                           | フィリップ・ドゥクフレ(Philippe Decouflé)                                   |                         |
| ビースト・ストーカー/証人 （証人）            | トン・ワイ（董瑋）ブルース・ロウ（羅禮賢）                                  |                         |

### 2010年代
| 年                                                                             | 作品名                                                                                       | アクション監督 動作指導 |
| ------------------------------------------------------------------------------ | -------------------------------------------------------------------------------------------- | ----------------------- |
| 2010年 第47回                                                                  |                                                                                              |                         |
| イップ・マン 葉問（葉問2：宗師傳奇）                                           | サモ・ハン・キンポー（洪金寶）                                                               |                         |
| 孫文の義士団（十月圍城）                                                       | トン・ワイ（董瑋）、リー・タッチウ（李達超）                                                 |                         |
| 燃えよ!じじぃドラゴン 龍虎激闘（打擂台）                                       | ユン・タク（元德）                                                                           |                         |
| 王朝の陰謀 判事ディーと人体発火怪奇事件（狄仁傑之通天帝國）                    | サモ・ハン・キンポー（洪金寶）                                                               |                         |
| 2011年 第48回                                                                  |                                                                                              |                         |
| 捜査官X（武俠）                                                                | ドニー・イェン（甄子丹）                                                                     |                         |
| セデック・バレ（賽德克．巴萊）                                                 | ヤン・ギルヨン（Yang Gil-young） シム・ジェウォン（Shim Jae-won ）                           |                         |
| 李小龍 マイブラザー（李小龍）                                                  | チン・ガーロッ（錢嘉樂）                                                                     |                         |
| 盗聴犯〜狙われたブローカー〜（竊聽風雲2）                                      | ディオン・ラム（林廸安）                                                                     |                         |
| 2012年 第49回                                                                  |                                                                                              |                         |
| モーターウェイ（車手）                                                         | チン・ガーロッ（錢嘉樂）、ジャック・ウォン（黃偉輝） ン・ホイトン（吳海堂）                  |                         |
| ドラゴンゲート 空飛ぶ剣と幻の秘宝（龍門飛甲）                                  | ユン・ブン（元彬）、ラム・ホイホン（藍海瀚） チャン・チェン・フー（孫建魁）                  |                         |
| ジャッジ・アーチャー（箭士柳白猿）                                             | シュー・ハオフォン（徐浩峰）                                                                 |                         |
| TAICHI 太極 ゼロ（太極）                                                       | サモ・ハン・キンポー（洪金寶）                                                               |                         |
| ハーバー・クライシス〈湾岸危機〉 Black & White Episode 1（痞子英雄之全面開戰） | シリル・ラファエリ（Cyril Raffaelli） ニッキー・リー（李忠志）、チェン・チュンクン（陳純昆） |                         |
| 2013年 第50回                                                                  |                                                                                              |                         |
| ライジング・ドラゴン（十二生肖）                                               | ジャッキー・チェン（成龍）、ヘ・ジュン（何鈞） 成家班（ジャッキー・スタントチーム）          |                         |
| グランド・マスター（一代宗師）                                                 | ユエン・ウーピン（袁和平）                                                                   |                         |
| 激戦 ハート・オブ・ファイト（激戰）                                            | リン・チーワー（凌志華）                                                                     |                         |
| The Way We Dance －狂舞派－（狂舞派）                                          | マク・チャウセン（麥秋成）                                                                   |                         |
| 西遊記〜はじまりのはじまり〜（西遊降魔篇）                                     | チャウ・シンチー（周星馳）、コク・ヒンチウ（谷軒昭）                                         |                         |
| 2014年 第51回                                                                  |                                                                                              |                         |
| ファイヤー・レスキュー （救火英雄）                                            | ジャック・ウォン（黃偉亮）                                                                   |                         |
| ライズ・オブ・シードラゴン 謎の鉄の爪（狄仁傑之神都龍王）                      | ユン・ブン（元彬）、リン・フォン（林峰）                                                     |                         |
| カンフー・ジャングル（一個人的武林）                                           | ドニー・イェン（甄子丹）、トン・ワイ（董瑋） ユン・ブン（元彬）、イム・ワー（嚴華）          |                         |
| レクイエム 最後の銃弾（掃毒）                                                  | ニッキー・リー（李忠志）                                                                     |                         |
| ブレイド・マスター（綉春刀）                                                   | リン・サン（桑林）                                                                           |                         |
| 2015年 第52回                                                                  |                                                                                              |                         |
| ファイナル・マスター（師父）                                                   | シュー・ハオフォン（徐浩峰）                                                                 |                         |
| タイガー・マウンテン〜雪原の死闘〜（智取威虎山3D）                             | ユン・ブン（元彬）                                                                           |                         |
| ライズ・オブ・ザ・レジェンド 〜炎虎乱舞〜（黃飛鴻之英雄有夢）                  | ユン・ケイ（元奎）                                                                           |                         |
| ドラゴン×マッハ!（殺破狼II）                                                   | ニッキー・リー（李忠志）                                                                     |                         |
| 黒衣の刺客（刺客 聶隱娘）                                                      | 劉明哲                                                                                       |                         |
| 2016年 第53回                                                                  |                                                                                              |                         |
| 唐人街探偵 THE BEGINNING（唐人街探案）                                         | ウー・ガン（伍剛）                                                                           |                         |
| ロスト・レジェンド 失われた棺の謎（尋龍訣）                                    | ヤン・ギルヨン（Yang Gil-young） シム・ジェウォン（Shim Jae-won ）                           |                         |
| コールド・ウォー 香港警察 堕ちた正義（寒戰2）                                  | チン・ガーロッ（錢嘉樂）                                                                     |                         |
| イップ・マン 継承（葉問3）                                                     | ユエン・ウーピン（袁和平）                                                                   |                         |
| ミセスK 〜裏切りの一撃（Mrs K）                                                | アダム・チャン（陳中泰）                                                                     |                         |
| 2017年 第54回                                                                  |                                                                                              |                         |
| 修羅:黒衣の反逆（綉春刀 II 修羅戰場）                                          | リン・サン（桑林）                                                                           |                         |
| 悟空伝（悟空傳）                                                               | コク・ヒンチウ（谷軒昭）                                                                     |                         |
| （引爆者）                                                                     | 安萬德                                                                                       |                         |
| （刀背藏身）                                                                   | シュー・ハオフォン（徐浩峰）                                                                 |                         |
| SPL 狼たちの処刑台（殺破狼．貪狼）                                             | サモ・ハン・キンポー（洪金寶）                                                               |                         |
| 2018年 第55回                                                                  |                                                                                              |                         |
| （邪不壓正）                                                                   | 谷垣健治 イム・ワー （嚴華) ハー・ジュン （何鈞）                                            |                         |
| SHADOW 影武者（影）                                                            | コク・ヒンチウ（谷軒昭）                                                                     |                         |
| イップ・マン外伝 マスターZ（葉問外傳：張天志）                                 | ユエン・シュンイー（袁和平）                                                                 |                         |
| モンスター・ハント 王の末裔（捉妖記2）                                         | 谷垣健治                                                                                     |                         |
| シャドウプレイ（風中有朵雨做的雲）                                             | ブルース・ロウ（羅禮賢） ノーマン・ロウ（羅義民）                                            |                         |